# Solarium

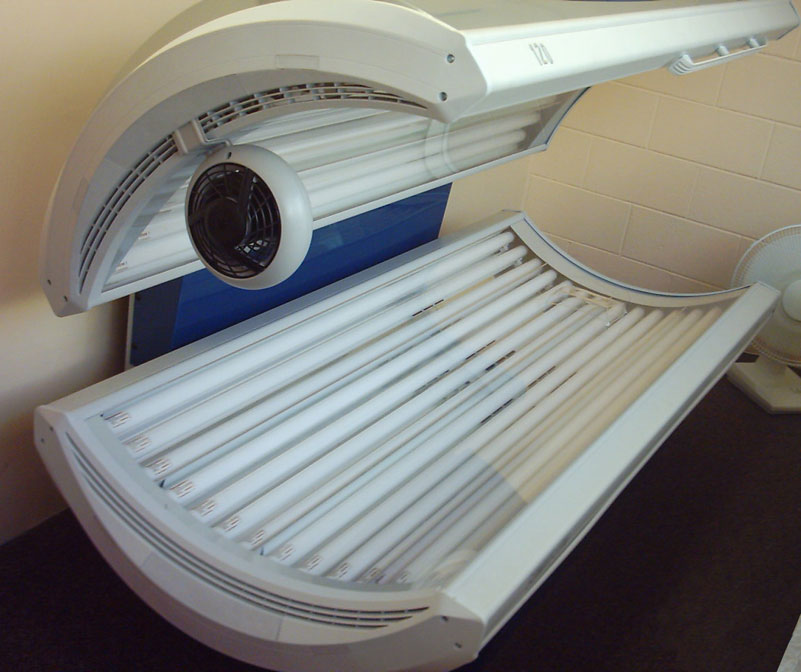
Solarium z wyłączonymi lampami

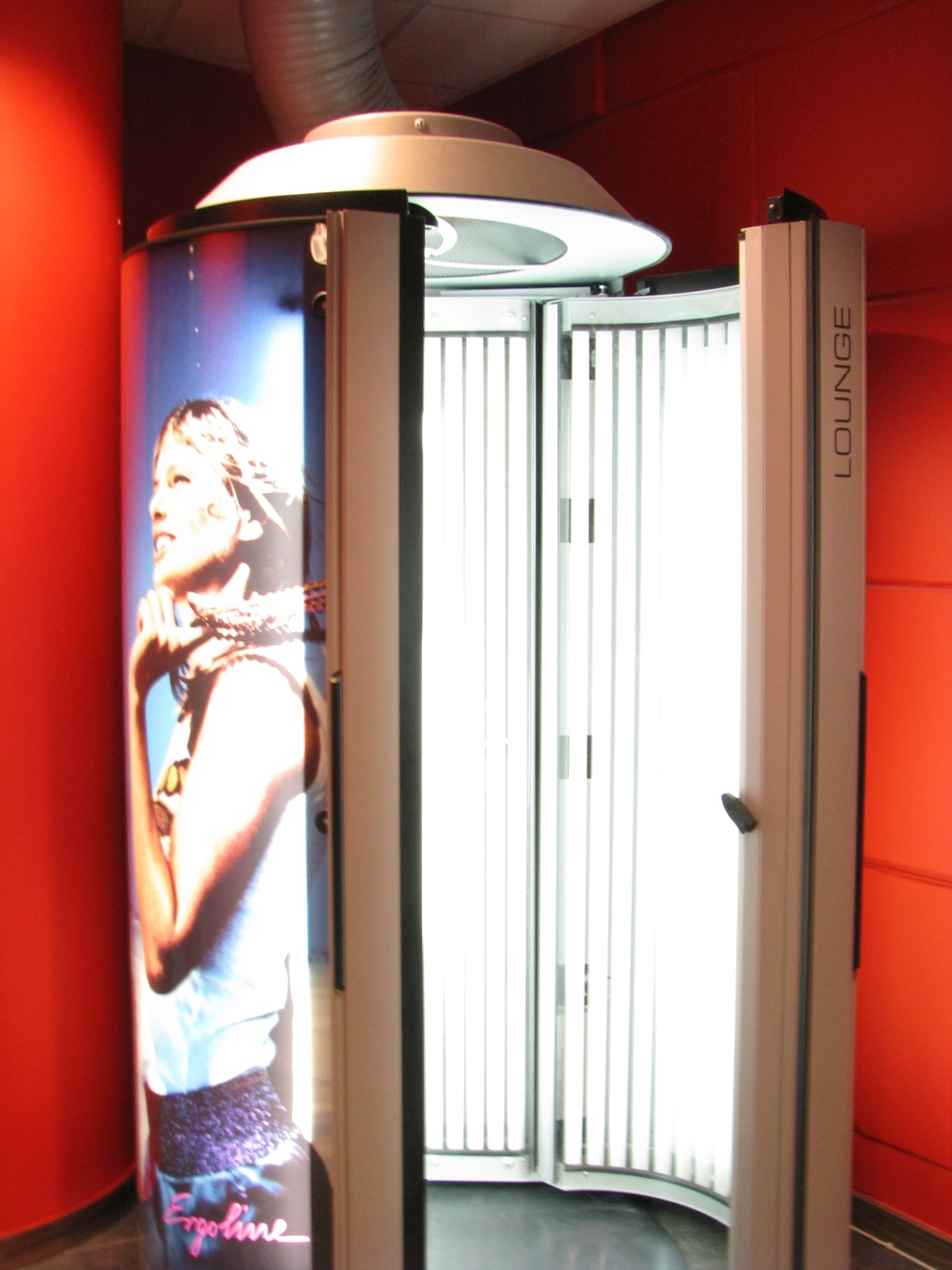
Solarium stojące

Solarium (łac. solarius „słoneczny” od sol „Słońce”)  – punkt usługowy udostępniający odpłatnie urządzenia do opalania się, za pomocą promieni UV. Solarium jest to urządzenie elektryczne, zbudowane z lamp UV (nisko bądź wysokociśnieniowych), które emitują dawkę promieniowania podobną do tej, jaką wytwarza słońce (głównie UV-A i UV-B oraz światło widzialne). Regulacja prawna takiej usługi zgodnie z prawem europejskim zawarta jest w dyrektywie LVD (Low Voltage Device). Po kilku seansach pozwala uzyskać opaleniznę, która jest reakcją ochronną skóry na promieniowanie. Zwykle czas opalania na solarium wynosi od kilku do kilkunastu minut i zależy od indywidualnych predyspozycji użytkownika (m.in. od fototypu skóry).
Efekt opalenizny pojawi się dopiero po kilku seansach, a efektem jednorazowej zbyt długiej wizyty jest oparzenie (rumień, zaczerwienienie i brak efektu brązowej skóry na drugi dzień).
Promieniowanie UVA przyśpiesza procesy starzenia skóry.

## Normy
Dnia 01.04.2009 w krajach Unii Europejskiej weszła w życie zmiana do technicznej normy zharmonizowanej EN 60335-2-27 do dyrektywy niskonapięciowej LVD 2006/95/WE regulująca promieniowanie w lampach solaryjnych, montowanych w nowych urządzeniach. Rumień zawarty w zakresie 280-400 nm nie może przekraczać 0,3 W/m kwadratowy i równy jest rumieniowi Słońca o 12.00 w południe na równiku, przy bezchmurnym niebie, na wysokości 0 m n.p.m. Wyznacznikiem jest współczynnik SEF (Sun Erythma Factor), gdzie przyjmuje się przy takiej radiacji poziom SEF = 1. Ww. norma nie dotyczy urządzeń używanych, które stanowią 95% rynku (wyprodukowanych przed 01.04.2009). Ponieważ nie można zmienić prawa technicznego „wstecz” – w krajach Europy Zachodniej urzędy odpowiedzialne za zdrowie i ochronę konsumentów zmieniają prawo dotyczące ochrony zdrowia tak, aby poziom naświetlania lamp solaryjnych w każdym funkcjonującym łóżku solaryjnym nie przekraczał poziomu 0,3 W/m kwadratowy.

## Historia solarium
Niemiecki naukowiec Jorg Wolff w latach 1970. jako pierwszy skonstruował urządzenie służące do naświetlania promieniami UV-A. Pierwsze solarium wyglądało mało profesjonalnie i dzisiaj kojarzyć się może bardziej z solarium domowym. Nie miało ono jednak służyć opalaniu, lecz leczeniu i zapobieganiu chorobom wynikającym z niedoborów witaminy D. W kilka lat później, wiedząc już o tym, jak ważna jest rola światła słonecznego i zawartego w nim promieni ultrafioletowych i posiadając techniczne możliwości w postaci lampy do solarium, skonstruowano urządzenia, które opuściły placówki naukowe oraz gabinety światłoterapii. Znalazły one nowe miejsce w salonach solarium, dostępnych dla wszystkich bez skierowania i recepty. Moda na opaleniznę przyczyniła się do szybkiego rozwoju nowej branży.

## Kwestie zdrowotne

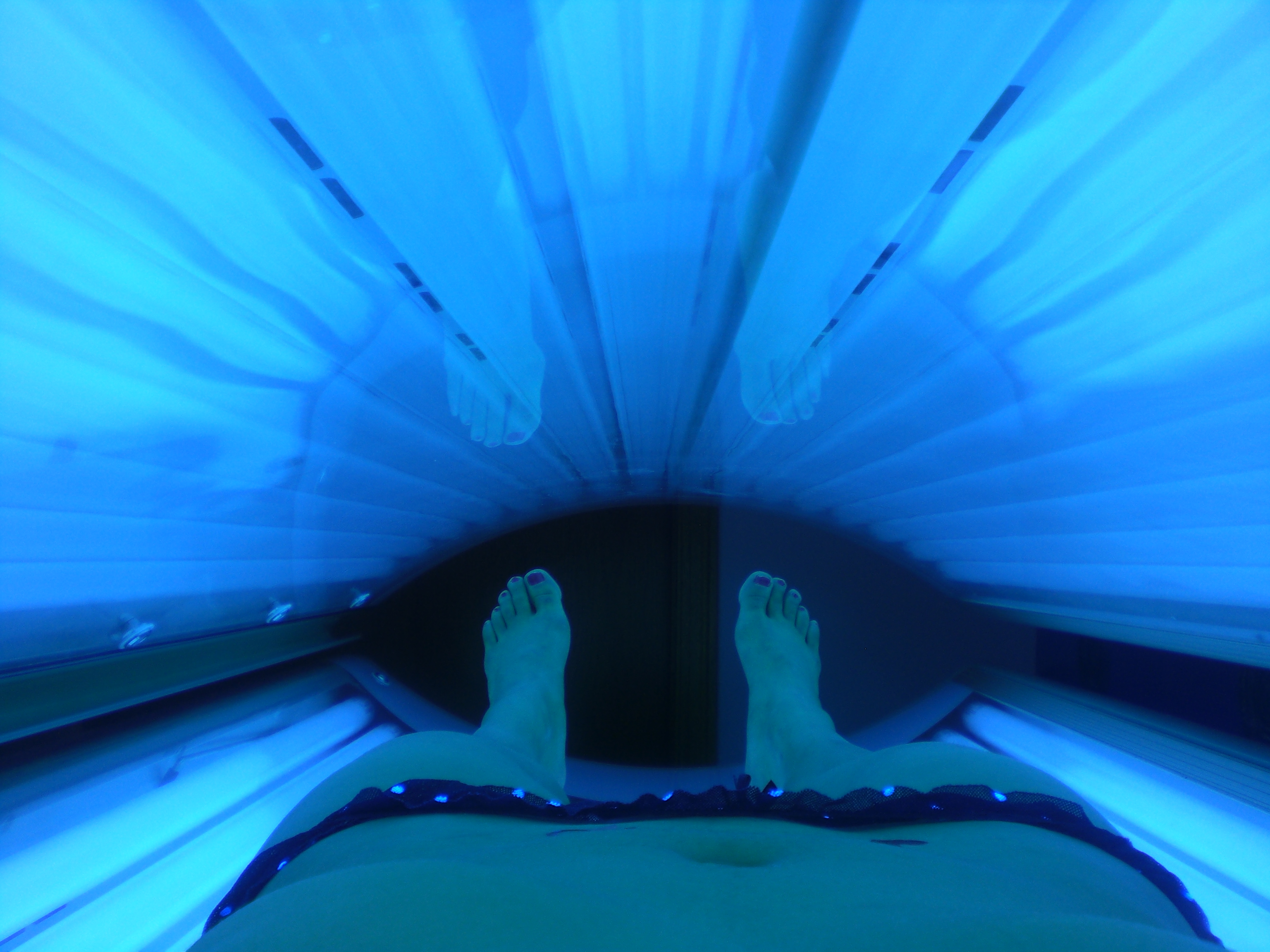
Kobieta korzystająca z solarium

Opalanie w solarium jest obecnie postrzegane jako istotny problem zdrowia publicznego, który odpowiada co roku za ok. pół miliona nowych przypadków chorób nowotworowych diagnozowanych w Stanach Zjednoczonych Ameryki, Europie i Australii.
W 2009 Międzynarodowa Agencja Badania Raka zakwalifikowała promieniowanie emitowane przez urządzenia do opalania UV jako rakotwórcze dla ludzi.
W 2016 Komitet Naukowy ds. Zagrożeń dla Zdrowia i Środowiska oraz Pojawiających się Zagrożeń (ang. Scientific Committee on Health, Environmental and Emerging Risks, SCHEER), na prośbę Komisji Europejskiej przygotował raport podsumowujący wyniki badań naukowych nad wpływem solariów na zdrowie i wydał opinię, że nawet umiarkowane i zgodne z procedurami korzystanie z solariów jest szkodliwe.
Badania naukowe dostarczają dowodów, że korzystanie z solariów niesie ze sobą wiele negatywnych skutków dla zdrowia, podobnie jak szkodliwie dla zdrowia jest nadmierne opalanie. Wśród nich wymienia się m.in. nowotwory, przyśpieszone starzenie się skóry, oparzenia, reakcje fototoksyczne i fotoalergiczne oraz inne problemy skórne. Korzystanie z solariów sprzyja również chorobom oczu, takim jak np. zaćma, ślepota śnieżna, retinopatia, a także może prowadzić do upośledzenia pracy układu immunologicznego skóry. Wskazuje się również na uzależnienie od opalania, tj. tanoreksja, którego przejawem jest częste korzystanie z solariów.
Wśród negatywnych skutków zdrowotnych korzystania z solariów i nadmiernego opalania najpoważniejsze to choroby nowotworowe. Badania wskazują, że wystawianie się na działanie promieni UV poprzez korzystanie z solariów powoduje czerniaka skóry i raka kolczystokomórkowego, zwłaszcza gdy skorzystanie z takiego urządzenia po raz pierwszy nastąpi w młodym wieku. Opalanie się w solariach może też wywoływać raka podstawnokomórkowego i czerniaka oka.
Szacuje się 3438 z 63942 nowych rozpoznań czerniaka co roku w Europie może być związane z korzystaniem z solariów, z czego 68%, tj. 2341 przypadków, diagnozuje się u kobiet. W efekcie korzystania z solariów co roku z powodu czerniaka umiera w Europie blisko 500 kobiet i 300 mężczyzn. Wskazuje się, że najbardziej narażone na czerniaka są osoby, które zaczęły korzystać z solariów przed 35. rokiem życia. O ile w populacji ogólnej ryzyko to jest wyższe o 15%, o tyle u osób korzystających z solariów poniżej 35. roku życia ryzyko czerniaka skóry jest większe o 75%. Ryzyko to wzrasta proporcjonalnie do liczby i częstotliwości sesji opalania w solarium. Badania dowodzą, że 43% przypadków we Francji i 76% w Australii zachorowań na czerniaka złośliwego skóry u osób przed 30. rokiem życia było powiązane z korzystaniem z solariów.
Z użyciem solarium wiąże się większe ryzyko niektórych chorób skóry, m.in. czerniaka złośliwego. Ze względu na otrzymanie dużego natężenia w krótkim czasie otrzymujemy 20-krotnie większa dawkę promieniowania niż ma to miejsce w przypadku naturalnego powolnego opalania. Skóra przeciętnego Europejczyka nie jest przystosowana do pochłaniania tak dużych ilości promieni UV, co do czasu uzyskania odpowiedniego stopnia trwałej opalenizny jest nie do uniknięcia. Widoczne jest to u Australijczyków, gdzie ze względu na nieprzystosowanie do klimatu notuje się najwięcej zachorowań na raka skóry niż w jakimkolwiek innym kraju na świecie. Większość zachorowań obejmuje przedstawicieli potomków Europejczyków.
Wykazano, że użycie solarium nie powoduje wzrostu stężenia endorfin we krwi.
Polska Unia Onkologii podkreśliła, że promieniowanie przyjmowane podczas opalania kumuluje się i dlatego im więcej promieni jest przyjmowanych, tym większe jest ryzyko zachorowania. Widoczne jest to w wysokiej zachorowalności w krajach zachodnich, gdzie solaria są popularne od kilku dziesięcioleci i niższej w krajach Europy Środkowo-Wschodniej.
Inne negatywne efekty opalania to przyśpieszenie procesu starzenia się skóry. Odpowiedzialne jest za to głównie promieniowanie UVA, które wpływa na bezpośrednią pigmentację skóry. Mniej odczuwalne i dużo rzadsze jest obciążanie układu krwionośnego. Po 40 minutach spędzonych w solarium (w ciągu 5 sesji po 8 minut) stwierdzono ubytek szarych komórek w mózgu porównywalny do tego, jaki ma miejsce u maratończyka po biegu na pełnym dystansie. Dzieje się to wskutek przegrzania się organizmu i jest to proces naturalny.

## Regulacje prawne

### Polska
W Polsce od 16 lutego 2018 r. zakazuje się udostępniania solarium małoletnim. W razie wątpliwości co do wieku osoby zamierzającej skorzystać z solarium można żądać okazania dokumentu tożsamości przez tę osobę. Reklama usług w zakresie solarium jest wzbroniona. Podmiot świadczący takie usługi uwidacznia informację o powyższym zakazie i szkodliwości korzystania z solarium. Za naruszenie przepisów ustawy przewiduje się karę pieniężną w wysokości od 1000 do 50 000 złotych. 

### Niemcy
W Niemczech solarium – ze względu na swoją szkodliwość – zostało zakazane dla niepełnoletnich na równi z alkoholem i papierosami. Spowodowane było to opublikowaniem raportu, w którym zachorowalność Niemców na raka skóry wzrosła do 170 tys. rocznie (dla porównania w Polsce jest to 10 tys.).

### Brazylia
W Brazylii, gdzie wygląd jest niezwykle ważny, a co za tym idzie ogromne rzesze ludności korzystały z tego systemu poprawy wyglądu, solaria zostały zupełnie zakazane.